# إردم

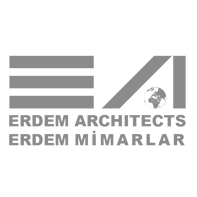

 اردم المهندسين المعماريين (english: Erdem Architects) انشآت عام 1998, مؤسسيها الاخوان Sunay Erdem و Günay Erdem متخصصة على الصعيد الدولي في مجال الاستشارات والمشاريع الهندسية، التخطيط العمراني والتنظيم الحدائقي.

## تأريخها
بدأ كل من Sunay Erdem و Gunay Erdem العمل معا منذ عام 1990. وكان أول مشروع لهم في هذا المجال ضمن مسابقة  إعادة تصميم المحور سيفيك سالونيك  في العالم 1997 . وكانت فكرة المشروع حزام اخضر يقطع مدينة سالونيك. وعملوا منذ التسعينيات في مايقارب الأربعين دولة وتلقوا جوائز في مايقارب الخمسين دولة.

## المنظمة

### الرئاسة
تعتبر إدارة اردم المهندسين المعماريين
```
من المنظمات المتعاونة في مجال الهندسة والتصميم. الشركاء الحاليين لشركة اردم المهندسين المعماريين
هم Günay Erdem و Sunay Erdem. اليوم، عدد الموظفين في اردم المهندسين المعماريين
تجاوز الخمسين موظف للعمل في المشاريع الهندسية في أكثر من خمس دول.
```

### المكتب
يقع المكت الرئيسي في انقرة، وفرع آخر في إسطنبول ونيويورك

## تأريخها
بدأ كل من Sunay Erdem و Gunay Erdem العمل معا منذ عام 1990. وكان أول مشروع لهم في هذا المجال ضمن مسابقة  إعادة تصميم المحور سيفيك سالونيك  في العالم 1997 . وكانت فكرة المشروع حزام اخضر يقطع مدينة سالونيك. وعملوا منذ التسعينيات في مايقارب الأربعين دولة وتلقوا جوائز في مايقارب الخمسين دولة.

## المنظمة

### الرئاسة
تعتبر إدارة اردم المهندسين المعماريين من المنظمات المتعاونة في مجال الهندسة والتصميم. الشركاء الحاليين لشركة اردم المهندسين المعماريين هم Günay Erdem و Sunay Erdem. اليوم، عدد الموظفين في اردم المهندسين المعماريين تجاوز الخمسين موظف للعمل في المشاريع الهندسية في أكثر من خمس دول.